# Wapno defekacyjne
Wapno defekacyjne - uboczny produkt powstający po odwodnieniu mleka wapiennego w trakcie przerobu buraków cukrowych, nazywany dawniej błotem defekacyjnym. Składa się głównie z wapnia w postaci CaCO3 w ilości około 30% (CaO), ponadto zawiera około 0,4% N, 1,1% P2O5, 0,1% K2O, 1,2% MgO oraz 12% substancji organicznej. Zawiera też dość dużo mikroelementów. Wapno defekacyjne jest tanie, ma drobnoziarnistą strukturę - co ułatwia wysiew oraz bardzo szybko wpływa na podniesienie pH gleby. Stosowane wapno defekacyjne nie może być łączone z nawożeniem fosforowym oraz z nawożeniem obornikiem, ponieważ skutkuje to uwstecznieniem fosforu i stratami azotu.